# Orontobates de Cària
Orontòbates (grec antic: Ὀρoντoϐάτης, Orontobátēs) fou un persa que es va casar amb la filla del sàtrapa usurpador Pixòdar de Cària. El rei Darios III de Pèrsia el va enviar a Cària per substituir al seu sogre al capdavant de la satrapia l'any 335 aC.
Governava quan va arribar a la zona Alexandre el Gran, i unit a Mèmnon de Rodes es va fer fort a Halicarnàs (334 aC) ciutat que quan ja no la va poder sostenir, va incendiar, i va aprofitar la confusió per fugir a Cos on ja havia enviat els seus tresors. Les seves forces van conservar la ciutadella de Salmacis, i les ciutats de Mindos, Caune, Tera i Cal·lípolis, a més de Triòpion i l'illa de Cos.
L'any següent va ser derrotat pels generals Ptolemeu I Sòter i Asandre en una gran batalla i probablement llavors les ciutats que dominava van caure en mans dels conqueridors macedonis (333 aC).
Podria ser el mateix personatge que un general anomenat Orontòbates, que va participar en la batalla de Gaugamela amb l'exèrcit de Darios III de Pèrsia, segons Flavi Arrià.